# Laudario di Cortona
Das Laudario di Cortona ist ein Manuskript aus der zweiten Hälfte des 13. Jahrhunderts mit einer Sammlung von  Lauden, volkstümlicher geistlicher Lobgesänge. Zur Datierung gibt es verschiedene Auffassungen. Es besteht aus 171 Pergamentblättern. Von den 47 enthaltenen Lauden sind nur 46 mit Text und Noten (in Quadratnotation) versehen. Die Nr. 5 enthält nur Text. Es ist das Manuskript Nr. 91 der franziskanischen Bruderschaft von Santa Maria della Laude.

## Hintergrund der Entstehung
Die im Laudario di Cortona enthaltenen Werke gehen auf die Zeit des Franz von Assisi zurück. Zu Beginn des 13. Jahrhunderts predigte dieser das Evangelium in der Sprache des Volkes. Auf diese Weise entstanden die Lauden. Zumeist wurden diese ohne Noten überliefert. Eine Ausnahme bildeten die unter Bruder Elias, einem Nachfolger des Franziskus, im toskanischen Cortona gesammelten Stücke.

## Fund und Bedeutung
Die Liedersammlung wurde 1876, rund 600 Jahre nach ihrer Entstehung, in der Kirche San Francesco in Cortona wiedergefunden. Heute wird sie in der Bibliothek von Cortona konserviert. Das Laudario di Cortona sowie das Laudario Magliabechiano 18 in Florenz sind die einzigen Original-Manuskripte jener Epoche, die außer den Liedtexten auch Noten enthalten. Andere bedeutende Manuskripte enthalten lediglich Texte: das Laudario Magliabechiano 19, Laudario di Arezzo oder das Laudario di Milano.
Stücke aus dem Laudario wurden bereits häufig auf Tonträger aufgenommen. So gibt es etwa Aufnahmen des Ensemble Micrologus, des Münchner Ensembles für frühe Musik, des Ensemble Organum oder des Ars Choralis Coeln. Ebenso hat das Pera Ensemble 2019 zur 800 Jahresfeier der Begegnung von Franz von Assisi und Sultan Al Malik die CD 1219. The Saint and the Sultan veröffentlicht.

## Weiterführende Literatur
- Anna Maria Guarnieri: Laudario di Cortona. Centro italiano di studi sull'alto medioevo (Biblioteca del „Centro per il Collegamento degli Studi Medievali e Umanistici nell'Università di Perugia“), Spoleto 1991[3]
- Elisabetta Caldelli: I manoscritti medievali della provincia di Arezzo. Cortona. (Biblioteche e archivi; 25) Edizioni del Galluzzo, Firenze 2011 ISBN 978-88-8450-331-2[4]